# Valerio Massimo Manfredi
Valerio Massimo Manfredi (Castelfranco Emilia, Módena, Italia, 8 de marzo de 1943) es un arqueólogo y escritor italiano, conocido principalmente por sus novelas históricas sobre el mundo antiguo.
Licenciado en Letras Clásicas y especializado en topografía del mundo antiguo, ha enseñado en las universidades Católica del Sagrado Corazón y Luigi Bocconi, ambas de Milán, en la de Venecia y de Loyola de Chicago, así como también en la Escuela Práctica de Altos Estudios de La Sorbona.
Ha dirigido expediciones científicas, exploraciones y excavaciones en Italia y en otros países, y ha publicado numerosos ensayos y artículos científicos como Jenofonte - Anabasis (1980), La strada dei diecimila (1986), Gli etruschi in Val Padana (en colaboración con L. Malnati, 1991), Mare greco (en colaboración con L. Braccesi, 1992), Le isole fortunate (1993).
Colabora como experto en temas antiguos en los semanarios Panorama y Messaggero. Ha dirigido documentales sobre el mundo antiguo para las cadenas más importantes de televisión y ha escrito obras de ficción para el cine y la televisión.
Vive con su mujer, Christine Fedderson Manfredi, quien traduce algunos de sus libros al inglés, y sus hijos Giulia y Fabio Emiliano, en su casa de campo de Piumazzo di Castelfranco Emilia (Módena).

### Novelas
- Paladión (Palladion, 1985), trad. Celia Filipetto
- Talos de Esparta (Lo scudo di Talos, 1988), trad. Celia Filipetto
- El oráculo (L'oracolo, 1990), trad. Celia Filipetto
- El talismán de Troya (Le paludi di Hesperia, 1994). Incluye La conjura de las reinas y Paladión, trad. Celia Filipetto
- La torre de la soledad (La torre della solitudine, 1996), trad. Celia Filipetto
- El faraón del desierto (Il faraone delle sabbie, 1998), trad. Celia Filipetto
- Trilogía Aléxandros:

- El hijo del sueño (Il figlio del sogno, 1998)
- Las arenas de Amón (Le sabbie di Amon, 1998)
- El confín del mundo (Il confine del mondo, 1998)

- Quimaira (Chimaira, 2001)
- La última legión (L'ultima legione, 2002)
- El tirano (Il tiranno, 2003)
- La isla de los muertos (L’isola dei morti, 2003)
- El imperio de los dragones (L'impero dei draghi, 2004)
- El ejército perdido (L'armata perduta, 2007)
- Los idus de marzo (Idi di marzo, 2008)
- Noche de invierno (Otel Bruni, 2011)
- L'oste dell'ultima ora, 2013
- Trilogía Odiseo:

- Odiseo: El juramento (Il mio nome è Nessuno: Il giuramento, 2013)
- Odiseo: El retorno (Il mio nome è Nessuno: Il ritorno, 2014)

- Teutoburgo (2016)
- Ántica Madre (2020)
- Germanico (2024)

### Colecciones de relatos
- Imperio. Incluye: Los 100 caballeros, Hotel Bruni, Ortensia, La hora de la noche, La estatua de nieve, El alfarero de Acarne, Turno de noche, La espada de oro, El epigrafista, El kris de Emilio, Imperio, El tesoro de Suphan y La isla de los muertos (I cento cavalieri/L’isola dei morti, 2002)
- El complot de los Escipiones y otros relatos. Incluye: El complot contra los Escipiones (Regina Viarum, 2007), El caballero invisible (Il cavaliere invisibile, 2004) y La carretera (La strada, 2007)
- El ocaso de Roma y otros relatos. Incluye: El ocaso de Roma, Zeus, Archanes y Millennium Arena (Zeus e altri recconti, 2006/Archanes e altri racconti, 2010)

### Ensayos
- Storici greci. Antologia, con Gabriele Burzacchini, 1972.
- Poeti e prosatori latini. Antologia per i primi due anni delle scuole medie superiori, con Gabriele Burzacchini, 1973.
- Le nuove terre, con Fabrizio Manfredi, Ozzano Emilia, 1974.
- Curatela di Senofonte, 1980.
- Petra e le città morte della Siria, 1983.
- Alessandro e Senofonte, en Alessandro Magno tra storia e mito, 1984.
- La strada dei diecimila. Topografia e geografia dell'Oriente di Senofonte, 1986.
- Gli etruschi in Val Padana, con Luigi Malnati, 1991.
- Mare Greco. Eroi ed esploratori del mondo antico, con Lorenzo Braccesi, 1992.
- Las Islas Afortunadas (Le Isole Fortunate. Topografía di un mito, 1993)
- I Greci d'occidente, con Lorenzo Braccesi, 1996.
- I celti in Italia, con Venceslas Kruta, 1999.
- Akrópolis (Akropolis - La grande epopea di Atene, 2000)
- Marcello, 2008.
- La tumba de Alejandro. El enigma (La tomba di Alessandro. L'enigma,  2009)

## En el cine
- I guardiani del cielo (1998), película televisiva basada en la novela La torre de la soledad dirigida por Alberto Negrin y protagonizada por Ben Cross y Peter Weller.
- La última legión (2007), basada en la novela homónima y dirigida por el estadounidense Doug Lefler con Colin Firth, Aishwarya Rai y Ben Kingsley como protagonistas.
- Ha escrito el escenario para L'inchiesta (2006), película dirigida por el italiano Giulio Base y que narra la historia de un tribuno que va a Palestina a investigar la muerte de Jesús y otros para películas actualmente en producción.

## Premios y distinciones
- Orden de Commendatore (2003)
- Premio científico Capo d'Orlando 2004
- Premio Bancarella 2008 por El ejército perdido
- Premio Ciudad de Cartagena de novela histórica 2009 por El ejército perdido